# Eubalichthys cyanoura
Eubalichthys cyanoura és una espècie de peix de la família dels monacàntids i de l'ordre dels tetraodontiformes.

## Morfologia
- Els mascles poden assolir 42 cm de longitud total.[3][4]

## Hàbitat
És un peix marí, de clima subtropical i associat als esculls de corall.

## Distribució geogràfica
Es troba al sud d'Austràlia.

## Observacions
És inofensiu per als humans.